# Джонс, Даг (политик)
Го́рдон Ду́глас Джонс (англ. Gordon Douglas Jones; род. 4 мая 1954, Фэрфилд, Алабама) — американский политик и бывший Федеральный прокурор, избран сенатором от штата Алабама 12 декабря 2017 года. Член Демократической партии.

## Образование
Даг Джонс родился в Фэрфилде, штат Алабама, в семье Гордона и Глории (Вессон) Джонс. Его отец работал в U.S. Steel, а мать была домохозяйкой.
Джонс окончил Университет Алабамы со степенью бакалавра политических наук в 1976 году. Получил степень доктора юриспруденции (J.D.) в Камберлендской школе права университета Сэмфорда в Бирмингеме.
Будучи студентом второго курса, в 1977 году пропускал занятия, посещая заседания суда против одного из организаторов взрыва баптистской церкви в Бирмингеме в 1963 году, а в более позднем процессе успешно поддерживал обвинение против двоих соучастников теракта.

## Карьера
В начале 1980-х работал в Юридическом комитете Сената США советником сенатора от Алабамы Хауелла Хелфина.
В 1997 году президент Клинтон предложил кандидатуру Джонса на должность федерального прокурора Северного округа Алабамы, и тот работал там до вступления в должность президента Джорджа Буша в 2001 году.
Дело о взрыве баптистской церкви на 16-й улице
Джонс привлек к уголовной ответственности Томаса Эдвина Блэнтона-младшего и Бобби Фрэнка Черри, двух членов Ку-клукс-клана, за их роль во взрыве баптистской церкви на 16-й улице в 1963 году. Дело было возобновлено за год до назначения Джонса, но не набирало обороты до его назначения. В 1998 году было созвано большое федеральное жюри, которое привлекло внимание бывшей жены Черри, Уилладин Черри, и заставило ее позвонить в ФБР для дачи показаний. Затем Уилладин представила Джонса семье и друзьям, которые рассказали о своем собственном опыте с момента взрыва. Ключевым доказательством была запись со времени взрыва, в которой Блэнтон сказал, что вместе с другими замышлял создание бомбы. Джонс был уполномочен выступать в суде штата и предъявил обвинение Блэнтону и Черри в 2000 году. Блэнтон был признан виновным в 2001 году, а Черри — в 2002 году. Оба были приговорены к пожизненному заключению. Блэнтон подлежал условно-досрочному освобождению в 2016 году; Джонс выступил против его освобождения, и в условно-досрочном освобождении было отказано. Черри умер в тюрьме в 2004 году. Джонс рассказывает об истории взрывов и его последующем участии в судебном преследовании Блантона и Черри в своей книге 2019 года «Наклонение к справедливости: взрывы в церкви Бирмингема, изменившие курс гражданских прав».
Дальнейшая карьера
В 2001 году вернулся к частной адвокатской практике, присоединившись к юридической фирме Haskell Slaughter Young & Rediker.
В 2004 году был назначен судом генеральным специальным мастером по делу об очистке окружающей среды с участием Monsanto в Аннистоне, штат Алабама.
В 2007 году Бирмингемский институт гражданских прав вручил Джонсу награду за выдающиеся заслуги в области гражданских прав. Также в 2007 году Джонс свидетельствовал перед Комитетом Палаты представителей США по вопросам судопроизводства о важности пересмотра преступлений эпохи гражданских прав.
В 2013 году вместе с давним другом Грегом Хоули он основал бирмингемскую фирму Jones & Hawley, PC.
В 2017 году вступил в борьбу за кресло сенатора США от Алабамы. В ходе предвыборной кампании заявил себя сторонником права на аборты, высказывался в поддержку реформы здравоохранения США, проведённой администрацией президента Обамы, поддерживал право на ношение оружия, но с необходимыми ограничениями. Кроме того, высказывался в поддержку осуществлённой в США легализации однополых браков и за снижение налогов на корпорации, но критиковал республиканский законопроект по данному вопросу. 12 декабря 2017 года с результатом 49,9 % победил на дополнительных выборах в Сенат США в Алабаме намного более известного политика, республиканца Роя Мура, которого поддерживал лично президент Трамп.
3 января 2018 года принёс присягу и вступил в должность, сократив численное превосходство республиканцев в Сенате до соотношения 51 к 49.
3 ноября 2020 года проиграл выборы республиканцу Томми Табервиллу.
В ноябре 2020 года Джонс упоминался как потенциальный кандидат на пост генерального прокурора США в администрации Байдена.
29 января 2021 года Джонс присоединился к CNN в качестве политического комментатора. Он также стал научным сотрудником в Джорджтаунском университете.

## Награды
Джонс был назван одним из победителей премии Fusion Award журнала B-Metro Magazine в 2015 году.
В 2017 году он получил Премию за выслугу от отделения Молодых демократов Америки в Алабаме.

## Личная жизнь
Джонс женился на Луизе Нью 12 декабря 1992 года. У них трое детей.
Джонс был членом Кентерберийской объединенной методистской церкви в Маунтин-Брук более 33 лет. Он также является членом Консультативного совета Института Блэкберна, программы развития лидерства и гражданского участия в Университете Алабамы.